# (9279) 1981 EY12
(9279) 1981 EY12 — астероїд головного поясу, відкритий 1 березня 1981 року.
Тіссеранів параметр щодо Юпітера — 3,456.